# Deutscher Amateurtheaterpreis
Der Deutsche Amateurtheaterpreis „amarena“  ist eine Auszeichnung des Bundes Deutscher Amateurtheater (BDAT), mit der herausragende Leistungen auf dem Gebiet des Amateurtheaters gewürdigt werden.

## Geschichte
Der Preis wird alle zwei Jahre vergeben und ist mit 10.000 Euro dotiert. Die Finanzierung erfolgt durch  den Beauftragten der Bundesregierung für Kultur und Medien, sowie vom Bundesministerium für Familie, Senioren, Frauen und Jugend und durch weitere Förderer.
Der Preis wird in fünf Kategorien vergeben: Schauspiel, Kinder- und Jugendtheater, Seniorentheater sowie zwei wechselnde Kategorien wie z. B. Komödie, Mundart, Gesamtwirken, Offene Theaterformen, Freilicht etc.
Die folgenden Preisverleihungen fanden bisher statt:
18. September 2010 / Berlin
8. September 2012 / Rudolstadt (Thüringen)
13. September 2014 / Ransbach-Baumbach (Rheinland-Pfalz)
24. September 2016 / Offenbach am Main
29. September 2018 / Leipzig
12. September 2020 / digital

## Auswahlverfahren
Teilnahmeberechtigt sind alle deutschen Amateurbühnen, unabhängig von ihrer Mitgliedschaft im BDAT. Für die Preisverleihung 2018 bewarben sich 189 Produktionen.
Aus allen eingegangenen Bewerbungen wählt zunächst ein Kuratorium für jede Kategorie drei Inszenierungen aus, die für den Preis nominiert werden.
Eine zweite Jury (die „Preisjury“) wählt dann unter den Nominierten den jeweiligen Preisträger aus.

## Preisträger
Die erste Preisvergabe erfolgte am 18. September 2010 in Berlin durch den Präsidenten des BDAT Norbert Radermacher sowie Gitta Connemann MdB, Vorsitzende der Enquête-Kommission des Deutschen Bundestages „Kultur in Deutschland“ von 2003 bis 2007.

### 2010 (Berlin)
- Schauspiel: Der Selbstmörder (Erdmann), Steinhaustheater Bautzen
- Musik- und Tanztheater: Verschränkungen (n. Dostojewski), Leipziger Tanztheater Juniorcompany der Älteren
- Kinder- und Jugendtheater: Die Gitter schweigen (Eigenproduktion), piccolo theater Inszenierungsjugendclub, Cottbus
- Seniorentheater: Die Kleinbürgerhochzeit (Brecht), Seniorentheater in der Altstadt (SETA), Düsseldorf
- Freilichttheater: Vanity Fair (Martin/Thackeray), Freilichtbühne Coesfeld
- Lebenswerk: Renate Lichnok

### 2012 (Rudolstadt)
- Musik-, Tanz- und Bewegungstheater: Der kleine Prinz – Maly Ksiaze  (Eigenproduktion frei nach Antoine de Saint-Exupéry), SpinaTheater / Junges Ensemble Solingen
- Schauspiel: Romeo und Julia  (Drama von William Shakespeare), DIE SCHOTTE, Erfurt www.theater-die-schotte.de
- Seniorentheater: Ká síra diyá – Großeltern erzählen die Geschichte einer Reise (Frei nach Mike Kennys „Der Junge mit dem Koffer“), Consol Theater Gelsenkirchen www.consoltheater.de
- Neuere/aktuelle Theaterformen:  Elsa – ich darf nicht sprechen (Eigenproduktion von Annette Müller), Theater im Gewölbe in Kooperation mit Offenburger Schulen
- Komödie: Hommage an LORIOT  (Eigenproduktion mit Texten von Vicco von Bülow), TOB (Theater Oberschwaben-Bodensee)

### 2014 (Ransbach-Baumbach)
- Schauspiel: „Leonce und Lena“ von Georg Büchner, stellwerk – das junge Theater Weimar (Thüringen)
- Kinder-und/oder Jugendtheater: 90/60/90 Rollenscheiß, JugendtheaterBüro Berlin
- Seniorentheater: Bertha, stirb endlich, Theater der Erfahrungen (Berlin) – Hospiz Schöneberg-Steglitz
- Mundart- und Volkstheater: Der schwäbische Tartüff, Das Glasperlenspiel in Asperg
- Offene Theaterformen: 99 Prozent, spinaTheater - junges ensemble solingen

### 2016 (Offenbach a. M.)
- Schauspiel: Die (Selbst)Natürlichen, Cammerspiele Leipzig
- Kinder- und Jugendtheater: „TOUCH DOWN“, Piccolo Theater Cottbus
- Seniorentheater: „Der Besuch der alten Dame“, Theater Uhu, Bonn
- Musik-, Tanz- oder Bewegungstheater: „Ich bin. Aber ich habe mich noch nicht.“, Leipziger Tanztheater Juniorcompany der Älteren
- Offene Theaterformen: „walking in between“, HEYOKA-THEATER, Ulm

### 2018 (Leipzig)
- Sparte Schauspiel: Die bühne – das Theater der TU Dresden: „Burning Walls and Urgent Calls“ von Mathias Kammerer und Ensemble, Regie: Mathias Kammerer
- Sparte Kinder- und Jugendtheater: Die SCHOTTE, Erfurt: „Tschick“ von Robert Koall nach Wolfgang Herrndorf, Regie: Matthias Thieme
- Sparte Seniorentheater: Seniorentheater in der Altstadt (SeTA), Düsseldorf: „Peer Gynt“ von Henrik Ibsen, Regie: Kathrin Sievers
- Sparte offene Theaterformen: Deutschordensmuseum Bad Mergentheim gGmbH: „Odyssee des Lebens“, Stückentwicklung auf Grundlage Homers Odyssee, Regie: Florian Brand
- Sparte Gesamtwirken: Theater-Club Kattendorf (Schleswig-Holstein)

Ein Sonderpreis Nah Dran! – Ein Preis für Demokratietheater wurde an „Wilhelm Tell – Versuche des stellwerk weimar, Regie: Stephan Mahn“ und an „KRG. – Eine Heimatbetrachtung des Piccolo Jugendklubs mit Texten von Janne Teller, Falk Richter und Ensemblemitgliedern, Spielleitung: Matthias Heine, Choreografie: Zaida Ballesteros Parejo“ verliehen.

### 2020 (digital)
- Schauspiel: Der zerbrochene Kopf (Eigenproduktion), Frachtwerk, Mainz
- Kinder- und Jugendtheater: «Roller im Roggen» (Alexander Niess), UK Theater der Geschwister-Scholl-Schule Weingarten, Ravensburg
- Senior*innentheater: «Jetzt machen wir nichts. Und dann warten wir ab.» (Nina Kurzeja und Lisa Thomas), Altentanztheater Ensemble ZARTBITTER, Ludwigsburg
- Inszenierung im ländlichen Raum: „Alice – Folge dem weißen Kaninchen!“ (von Esther Steinbrecher frei nach Lewis Carrolls „Alice im Wunderland“ und „Alice hinter den Spiegeln“), Theaterteam Spiellust, Michelstadt
- Wahl zur Kategorie "Theater ist Leben": Fränkischen Passionsspiele, Sömmersdorf

### 2022 (dezentral in Essen, Quedlinburg, Gotha, Pforzheim)
- Darstellende Künste: „Parallele Welten – Mixed Couples“ (Gianni Cuccaro, Martina Breinlinger und Ensemble), Bühnen und Orchester der Stadt Bielefeld
- Darstellende Künste mit Kinder und Jugendlichen: „ElefantenPOLO“ (Peter Klusen), JuBO – Jugendbühne-Junge Bühne Ostfildern
- Darstellende Künste mit Senior*innen: „Bevor wir gehen“ (Julia Strehler und Lykke Langer), Ensemble des Augenblicks, Leipzig/Bad Belzig
- Darstellende Künste in Zeiten der Pandemie: „Faust I – Walpurgisnacht Teil 1 + Teil 2“ (nach Johann Wolfgang von Goethe), Theatergruppe Süd-München
- #wirwerdenwieder – Wirken von Amateurtheatern während der Pandemie: Amateurtheaterverein Pforzheim
- Sonderpreis #connect – Amateurtheater verbindet!